# Abovyan, Ararat
Abovyan là một đô thị thuộc tỉnh Ararat, Armenia. Dân số ước tính năm 2011 là 1424 người. Đô thị này thuộc vùng đô thị Yerevan.